# Dilkea ovalis
Dilkea ovalis je biljka iz porodice Passifloraceae, roda Dilkea. Prihvaćeno je ime. Nema sinonima. Spada u podrod Epkia.
Raste u Peruu od Loreta do Maynasa, od 120 do 140 metara nadmorske visine.
Nije svrstana u IUCN-ov popis ugroženih vrsta.

## Vanjske poveznice
- Dilkea na Germplasm Resources Information Network (GRIN)  Arhivirana inačica izvorne stranice od 5. svibnja 2009. (Wayback Machine), SAD-ov odjel za poljodjelstvo, služba za poljodjelska istraživanja.